# 82 Alkmene
Alkmene /ælkˈmiːniː/ (định danh hành tinh vi hình: 82 Alkmene) là một tiểu hành tinh ở vành đai tiểu hành tinh. Alkmene được R. Luther phát hiện ngày 27 tháng 11 năm 1864 và được đặt theo tên Alcmene, mẹ của Herakles trong thần thoại Hy Lạp. Dựa trên dữ liệu IRAS, Alkmene được ước tính có đường kính khoảng 61 km. Có giả thuyết là tiểu hành tinh này có một vệ tinh, căn cứ trên dữ liệu đường cong ánh sáng của nó.